# Lila Bubelová
Lila Bubelová (12. února 1886 Krempna, Halič – 13. září 1974 Praha) byla moravská úřednice, autorka básní, prózy, divadelních her a překladů.

## Životopis
Narodila se v Haliči, v rodině Bubely, správce moravské putovní pily firmy Bratři Bubelové ve Vsetíně a Betty, rozené Ochotné (* 1859). Ludmila jako nejstarší měla kolem roku 1904 ještě šest mladších sourozenců: Jiřinu (* 1887), Jiřího (* 1888), Marii (* 1890), Dagmaru (* 1894), Jana (* 1897) a Bohdana (* 1899).
Dětství prožila v Kroměříži (od 1891), po smrti otce se rodina přestěhovala do Prahy (1900). Lila pracovala ve směnárně (1902), v advokátních kancelářích (1903–1904) a jako stenografka v Obchodní komoře pražské (1905–1908). R. 1907 se provdala za Nováka, s nímž se po 9 letech rozvedla. V letech 1919–1946 pracovala v umělecké správě Městských divadel pražských. R. 1945 se provdala za ministerského radu na Ministerstvu informací Jana Hejmana (1890–1957).
Její první literární pokusy byly verše, kdy se pokoušela o přírodní lyriku – otiskovala v Besedách Času, Lumíru a v Ženském listu. Následovalo období povídek, po kterém přešla na dramatický žánr a jeho překlady z němčiny a francouzštiny. Překlady pořizovala pro scénické účely Komorního a Vinohradského divadla. Věnovala se též tvorbě pro děti. V Praze XII, bydlela na Vinohradském náměstí (nyní Náměstí Míru) v divadle.

## Dílo

### Básně
- Svědomí; Osud genia – in: Besedy Času 6. 8. 1905, s. 244–245 [3]
- Starou cestou; Je srdce moje … – in: Besedy Času 24. 9. 1905, s. 298–299
- Večer 5. listopadu 1905 – in: Besedy Času 12. 11. 1905, s. 355–356
- Novému Démonu – in: Besedy Času 21. 1. 1906, s. 19
- Šedá resignace; Mlhy; Podzimní motiv – in: Lumír časopis zábavný a poučný 17. 5. 1906 s. 297–298
- Nevěřme – in: Lumír 16. 3. 1907, s. 193–194
- Dům života – in: Ženský list – časopis pracující třídy ženského pohlaví 1. 8. 1907, s. 4–5
- U návozu – in: Ženský list 14. 5. 1908. s. 2
- Chtěla bych! – In: Besedy Času 30. 8. 1908, s. 278
- Cestou: 1905–1910 – Praha: Antonín Reis, 1910
- Květy odlehlého údolí – 1912[4]
- Nad Její drahou zachmuřenou – 1912[4]
- Vatra na horách – 1914[4]
- Bělozářky – 1915[4]

### Próza
- Společenské postavení ženy – Praha: Volná myšlenka, 1907
- Vady výchovy žen a prostituce – in: Světový kongres Volné myšlenky v Praze 8., 9., 10., 11. a 12. září 1907: podrobná zpráva
- K prvnímu máji – in: Ženský list 30.4.1908 s. 1
- Moderní názor na život – in: Ženský list 18. 6. 1908, s. 3–4
- La belle Madelaine – in: Ženský list 22. 10. 190, s. 5–6
- Básník volného myslitele. Volná myšlenka svým přátelům v předvečer Macharova padesátiletí – 1914[5]
- Dítě: pastel – Praha: Jan Laichter, 1921
- Světla na vodách – 1923[2]
- Jarní vody: povídky – Plzeň: Karel Beníško, 1923
- Život člověka – Praha: Pražská akciová tiskárna, 1923
- Cyrla: neromantický příběh – Praha: Oldřich Petr, 1927
- Můj nejsilnější dojem (anketa) – in: Masaryk a ženy – sborník k 80. narozeninám prvního presidenta Republiky Československé T.G. Masaryka. Praha: Ženská národní rada, 1930
- U staroušků – jak žili a byli, dětem vypravuje Lila Bubelová. Praha: Společnost ČSČK, 1931
- Narodil se Kristus Pán ...: vánoční povídky – obrázky Irena Feninová. Praha: Edvard Fastr, 1947

### Drama
- Fínka doktorova: aktovka – 1924[5]
- My a oni: aktovka –1924[5]
- Svátek: obraz pro Svátek matek – Praha: Čsl. ochrana matek a dětí, 1930
- Pohár – 1931[5]
- Služka: komedie o 3 dějstvích – Praha: Matice divadelní, 1933
- Případ Terezy Málkové: (uhlí řeřavé ...): hra o šesti obrazech – Praha: Alois Neubert, 1935
- Slečna Pusta: veselohra o třech dějstvích – Praha: A. Neubert, 1940
- Schody do nebes: dětská suita o čtyřech zpěvech – Praha: Melantrich, 1944
- Malý Dušan a jiná divadélka: pro děti – Praha: Společnost ČSČK, 1948

### Překlady[5]
- Dobrodružství paní Ireny – Paul Armont a Marcel Gerbidon; spolu s Janem Borem; z francouzštiny. 1930
- Hokus pokus – Curt Götz; z němčiny. 1930
- Markétka proti třem – Falk Schwiefert. 1931
- Zajíc – M. Feldman. 1933
- Žena, která lže: drama – László Fodor; z němčiny. 1935
- Růžena Berndová – Gerhart Hauptmann. 1938
- Bobří kožich – G. Hauptmann. 1940
- MUDr. Job Praetorius: chirurg a odborný lékař ženských nemocí; nepolitická historie; podle starých, ale dobrých motivů vypravuje znova – Curt Götz; s Petrem Suchým. Mezi 1934–1950

### Hudebniny
- Kdybych byla malým klukem: melodram na text sloupku Lidových novin od Lily Bubelové – Jan Zelinka. Praha: Hudební edice, 1930
- Dvě pochodové písně pro školní mládež: Naší škole; Píseň dorostu Čsl. červeného kříže – Karel Konvalinka; Dalibor Chalupa; L. Bubelová. Brno: Vydavatelství odboru ÚSJU, 1936